# Liste des lieux patrimoniaux de Strathcona
Cet article recense les lieux patrimoniaux du district régional de Strathcona inscrit au répertoire des lieux patrimoniaux du Canada, qu'ils soient de niveau provincial, fédéral ou municipal.

## Liste des lieux patrimoniaux
| [ 1 ] | Lieu patrimonial                | Illustration | Municipalité   | Adresse            | Coordonnées      | No    | Constr. | Prot. | Rec. | Notes |
| ----- | ------------------------------- | ------------ | -------------- | ------------------ | ---------------- | ----- | ------- | ----- | ---- | ----- |
| F     | Navire à moteur BCP 45          | Téléverser   | Campbell River | 621 Island Highway | 50.3017 -125.891 | 12060 | 1927    | LHN   | 2005 |       |
| F     | Site du sanctuaire du baleinier | Téléverser   | Yuquot         |                    | 49.591 -126.616  | 17981 |         | LHN   | 1983 |       |
| F     | Yuquot                          | Yuquot       | Yuquot         |                    | 49.5925 -126.622 | 15442 |         | LHN   | 1923 |       |